# دیوید کانلیف (تهیه‌کننده)
دیوید کانلیف (انگلیسی: David Cunliffe؛ زادهٔ ۱۸ آوریل ۱۹۳۵) کارگردان تلویزیونی، تهیه‌کننده تلویزیونی، و کارگردان فیلم اهل بریتانیا است.
از فیلم‌ها یا مجموعه‌های تلویزیونی که وی در آن‌ها نقش داشته‌است، می‌توان به اتاق زیر شیروانی: پنهان کردن آنه فرانک، ویکتوریا و آلبرت و خیابان کورونیشن اشاره نمود.